# 松禾駅
松禾駅（ソンファえき、朝鮮語: 송화역）は、朝鮮民主主義人民共和国の黄海南道松禾郡の駅で、殷栗線に属する。 

## 隣の駅
殷栗線
九灘駅 - 松禾駅 - 山水駅